# Bellagio
Pour l’article homonyme, voir Bellagio Las Vegas.
Bellagio est une commune italienne de la province de Côme en Lombardie, située sur le lac de Côme. Le promontoire de Bellagio est considéré comme l’endroit le plus emblématique de tout le lac de Côme.

## Histoire

### Préhistoire et Antiquité
Le secteur était habité à l'ère paléolithique, il y a plus de 30 000 ans.
Au Ve siècle av. J.-C. un petit village a existé à cet endroit. Selon l'historien romain Tite-Live, une tribu celte a envahi les pays autour du lac de Côme (520 av. J.-C.), menée par un chef mythique du nom de Bellovesos ou Bellovèse, d'où proviendrait le nom Bellagio. Le nom pourrait également venir de la locution « deux lacs », en latin : Bilacus, du fait de la position de la localité, entre les deux bras du lac. Dans des temps romains le lac, appelé Larium, a été colonisé par des populations latines ; plus tard, en 59 av. J.-C., Jules César a fondé Novum Comun avec des colons provenant de Sicile, spécialisés dans la construction de bateaux et l'exploitation de voies navigables. Les Romains ont aussi implanté la culture d'oliviers et ont construit des villas de villégiature.

### Moyen Âge
Au Moyen Âge, Bellagio fut sous la coupe des Lombards ; au Xe siècle elle a été donnée aux évêques de Côme. Bellagio s'est ensuite battue pour son autonomie contre Côme. Ses chantiers navals ont développé un bateau de guerre léger approprié aux eaux du lac, appelées Schifo.
À la fin du XIIIe siècle, le secteur s'est retrouvé sous le contrôle de la famille Visconti de Milan, qui a établi un gouverneur appelé Capitano del Lario, sorte d'autorité de police sur le lac,.

### Époque moderne
Au XVe siècle, la forteresse de Bellagio était un refuge pour le condottiere Bartolomeo Colleoni, et plus tard pour Ludovic le More. En 1533, Francesco Sfondrati racheta le fief prenant le titre de Conte Della Riviera; pendant deux siècles ses descendants ont contribué au progrès de l'économie, développant la soie et les industries de bougie et promouvant le commerce.
En 1788, après l'extinction de la famille Sfondrati, le fief passa au Duc Alessandro Serbelloni.
Sous la domination napoléonienne, Francesco Melzi d'Eril, duc de Lodi, acheta une villa le long de la côte occidentale de Bellagio, qui devint un lieu de rencontre à la mode pour l'aristocratie lombarde, visitée aussi par des empereurs comme Ferdinand Ier d'Autriche en 1838, le ministre Metternich en 1876, le duc Ranieri de Monaco, qui vint à Bellagio sur le Lario, premier navire à vapeur sur le lac.
Parmi les invités de Bellagio, on peut citer les auteurs italiens Silvio Pellico et Ippolito Nievo et le musicien Franz Liszt, qui a passé ici sa lune de miel avec Marie d'Agoult. C'est d'ailleurs là qu'est née sa fille Cosima, qui fut la femme de  Richard Wagner.

## Économie
La région autour du lac se prêtait bien aux cultures en terrasse jusque vers le XIXe siècle. Bellagio avait recours aux murs secs pour le terrassement et cultivait principalement la vigne et les oliviers.
Le tourisme a été depuis quelques siècles un des moteurs de l'économie. Déjà à la Renaissance, l'aristocratie lombarde venait à Bellagio. Puis les  étrangers ont ajouté cette étape dans leur tour de l'Europe à la période romantique et napoléonnienne.
Vers 1850, les villages de Bellagio, Varenna, Cadenabbia et Tremezzina ont mis en place une infrastructure touristique. L'ajout du transport ferroviaire et par bateau a contribué à l'essor de la région.

## Cinéma
En 1896, a eu lieu au Teatro Sociale di Como la première projection du film tourné par les frères Lumière d'une course de bateau à Bellagio.
En 1960 dans le film néoréaliste Rocco et ses frères de Luchino Visconti, l'hôtel Grande Bretagne sert de toile de fond pour une des scènes.
En 1968, Dominique Delouche tourne Vingt-quatre heures de la vie d'une femme avec une scène au Grand Hôtel Villa Serbelloni et une autre scène à l'Hôtel Grande Bretagne.

## Culture locale et patrimoine

### Lieux et monuments
Il est possible de visiter à Bellagio la villa Melzi que le Comte Francesco Melzi d'Eril, duc de Lodi, fit construire au début du XIXe siècle et qui détermina par la suite la vocation touristique de la ville, en attirant les plus grandes célébrités de l'époque : Franz Liszt, la Comtesse d'Agout, la Princesse Belgiojoso...[réf. souhaitée]
La Basilique San Giacomo présente un bel exemple de style roman lombard,: son orgue, construit vers le milieu du XIXe siècle par Angelo Bossi, a été restauré en 2013, et des concerts sont organisés en été dans l'église. Des berges du lac de Côme partent des ruelles en escalier, le long desquelles s'étagent maisons, restaurants et boutiques de soierie : la Salita Serbelloni est l'artère la plus commerçante de la ville.
En montant jusqu'à l'hôtel Il Perlo Panorama, situé au-dessus de la Punta Spartivento, il est possible de contempler un point de vue exceptionnel du lac de Côme et de ses environs.
D'autres monuments incluent la villa Serbelloni qui fut léguée à la Fondation Rockefeller, le Grand Hôtel Villa Serbelloni, l'Hôtel Grande-Bretagne et l'Albergo Genazzini Metropole.
La ville de Bellagio a servi d'inspiration à la conception de l'hôtel Bellagio de Las Vegas.

### Personnalités liées à la commune
- Francesco Melzi d'Eril (1753-1816), qui possédait une villa sur le lac, où il est enterré.
- Cosima Wagner (1837-1930), née à Bellagio.
- Gianbattista Guidotti (1902-1994), pilote automobile.
- Teresio Olivelli (1916-1945), laïc catholique béatifié par l'Église catholique.

### Patrimoine culinaire
Quelques plats typiques de Bellagio souvent décrit comme la cuisine des pauvres comprennent le Tóc, un plat à base de polenta préparée avec de la semoule, du beurre et du fromage sur laquelle des filets de poisson (misultin) salés et séchés au soleil sont déposés.  Aujourd’hui, le poisson séché peut être remplacé par du salami, pancetta ou des lardons.  Le terme Tóc peut s’apparenter soit à la cuillère traditionnelle en bois utilisée pour mousser la préparation ou au terme italien toccare qui signifie toucher ou manipuler.  Ce plat était souvent mangé avec les mains sans ustensiles.
Le Ragell est une boisson préparée à même le plat de cuisson de la polenta lorsqu’il est vide en y ajoutant du vin, une liqueur, des fruits, du sucre, du laurier, de la cannelle et des clous de girofle.  Ressemble à un type de sangria.
Le Miascia, est un gâteau à base de pain séché, farine de maïs (farine jaune), noix de Grenoble, figues, pignons, pommes et poires.
Le Pan meino  ou Pan de mej (pain de maïs ou pain jaune) est populaire à Bellagio ainsi qu'en divers lieux de la Lombardie surtout en avril puisqu'il est associé à la fête de Saint Georges le 23 avril.  Deux légendes associent Saint Georges au pan meino.  La première fait état de l'apparition de Saint Georges au XIVe siècle sur un champ de bataille alors que Lucchino Visconti, Seigneur de Milan et ses troupes avaient vaincus des brigands qui s'attaquaient à leur ville.  Les milanais les avaient remerciés en leur offrant entre autres, des pan meino.  L'autre légende est liée à la date anniversaire du saint alors que les laitiers célébraient avec une tasse de crème et des pan meino le renouvellement annuel des contrats de lait avec les gardiens de troupeaux locaux.  Le pan meino est confectionné avec de la farine de maïs, du lait, des oeufs, du sucre, de l'anis ou des fleurs de sureau et est saupoudré de sucre à glacer.  Initialement, la farine de millet était utilisée avant de se faire remplacer par la farine de maïs au XVIIIe siècle.  Certaines recettes utilisent encore un mélange des deux.

## Administration
| Période                                  | Période  | Identité          | Étiquette | Qualité |
| ---------------------------------------- | -------- | ----------------- | --------- | ------- |
| 08/06/2009                               | En cours | Angelo Barindelli |           |         |
| Les données manquantes sont à compléter. |          |                   |           |         |

### Hameaux
Cernobbio, Guello, Parco Monte San Primo, Pescallo, Regatola, Rovenza, San Giovanni, Suira, Visgnola

### Communes limitrophes
Civenna, Griante, Lenno, Lezzeno, Magreglio, Oliveto Lario, Sormano, Tremezzo, Varenna, Veleso, Zelbio

## Vues

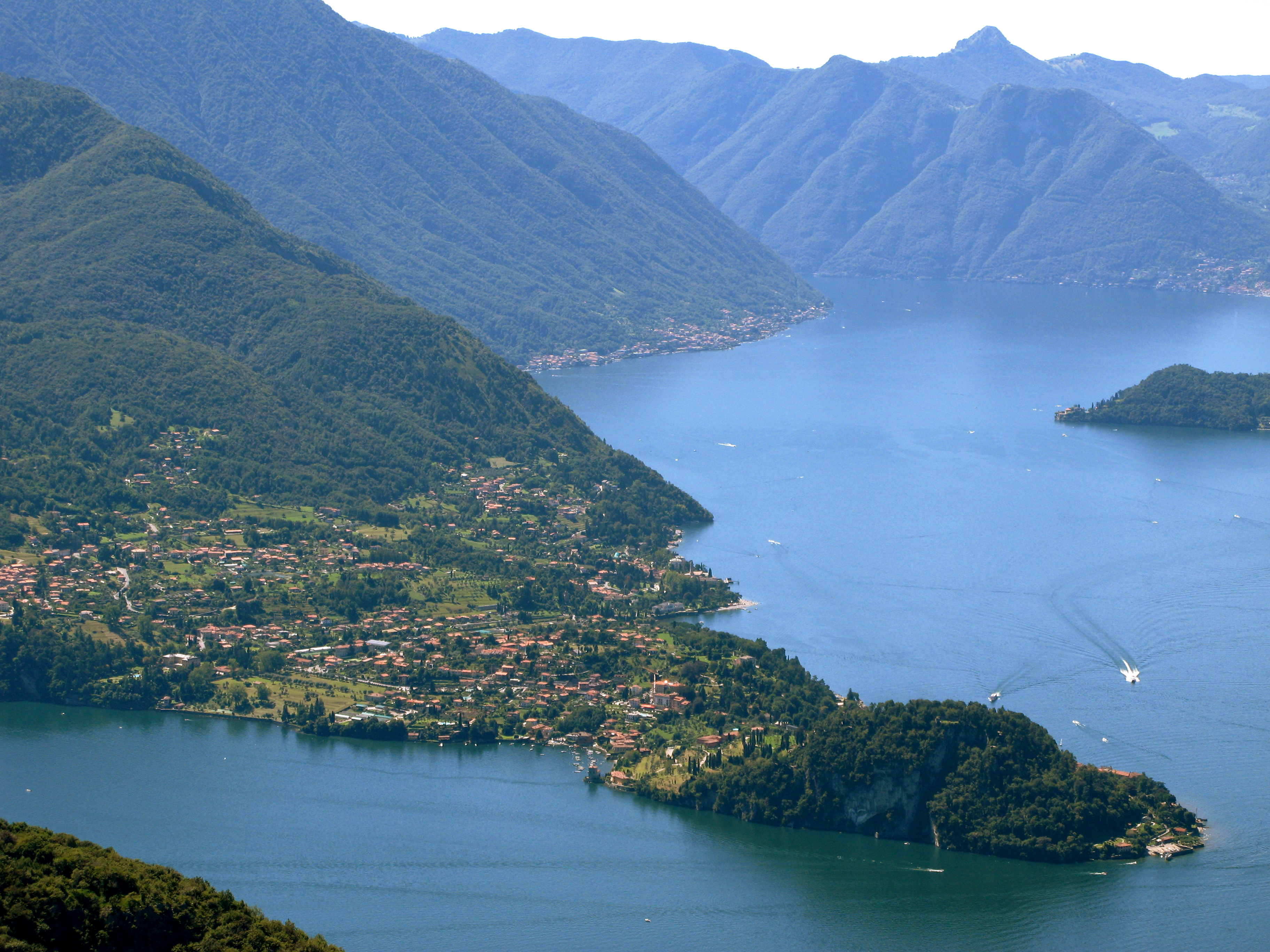
Promontoire sur lequel se trouve Bellagio
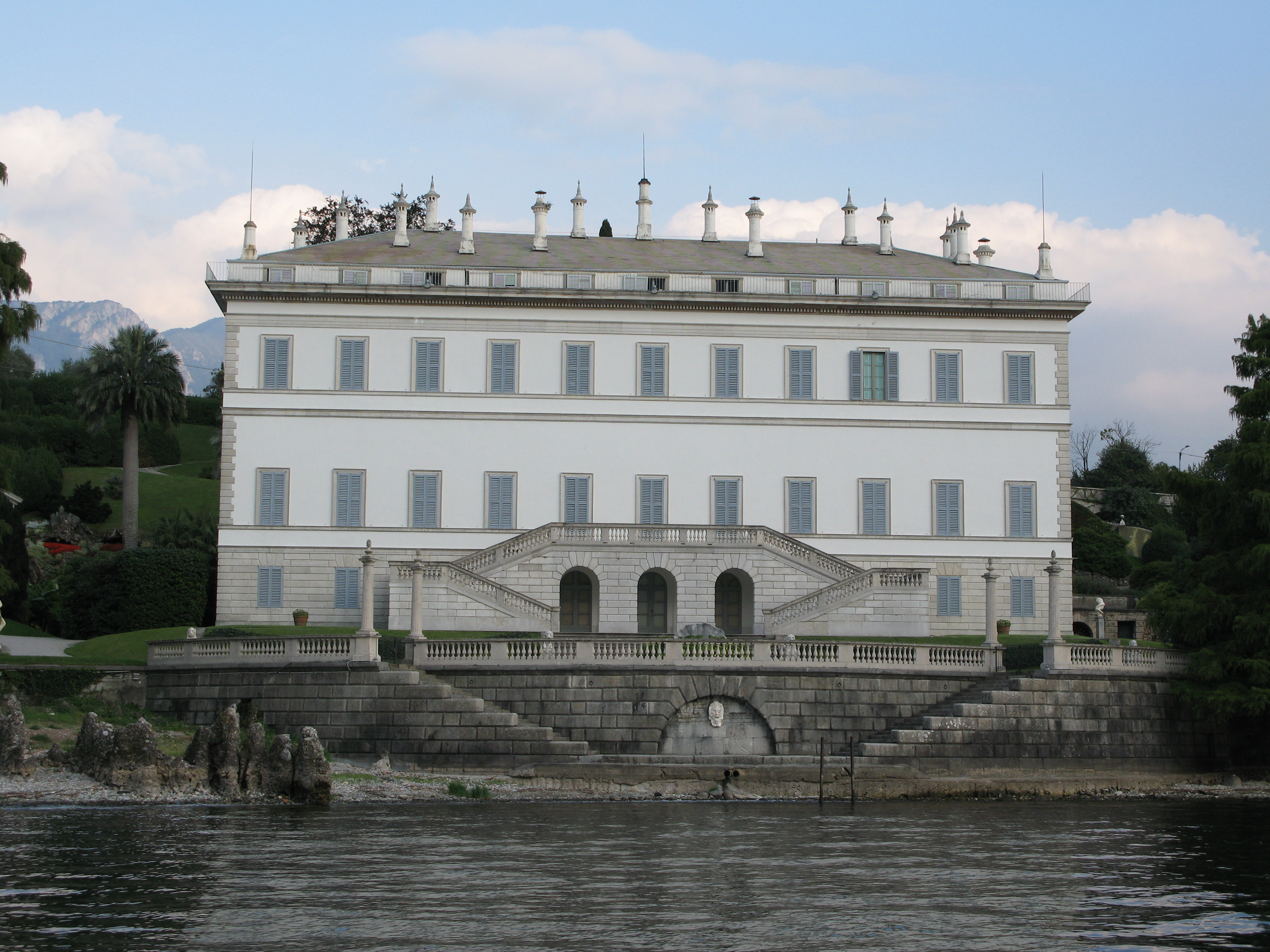
Villa Melzi d'Eril
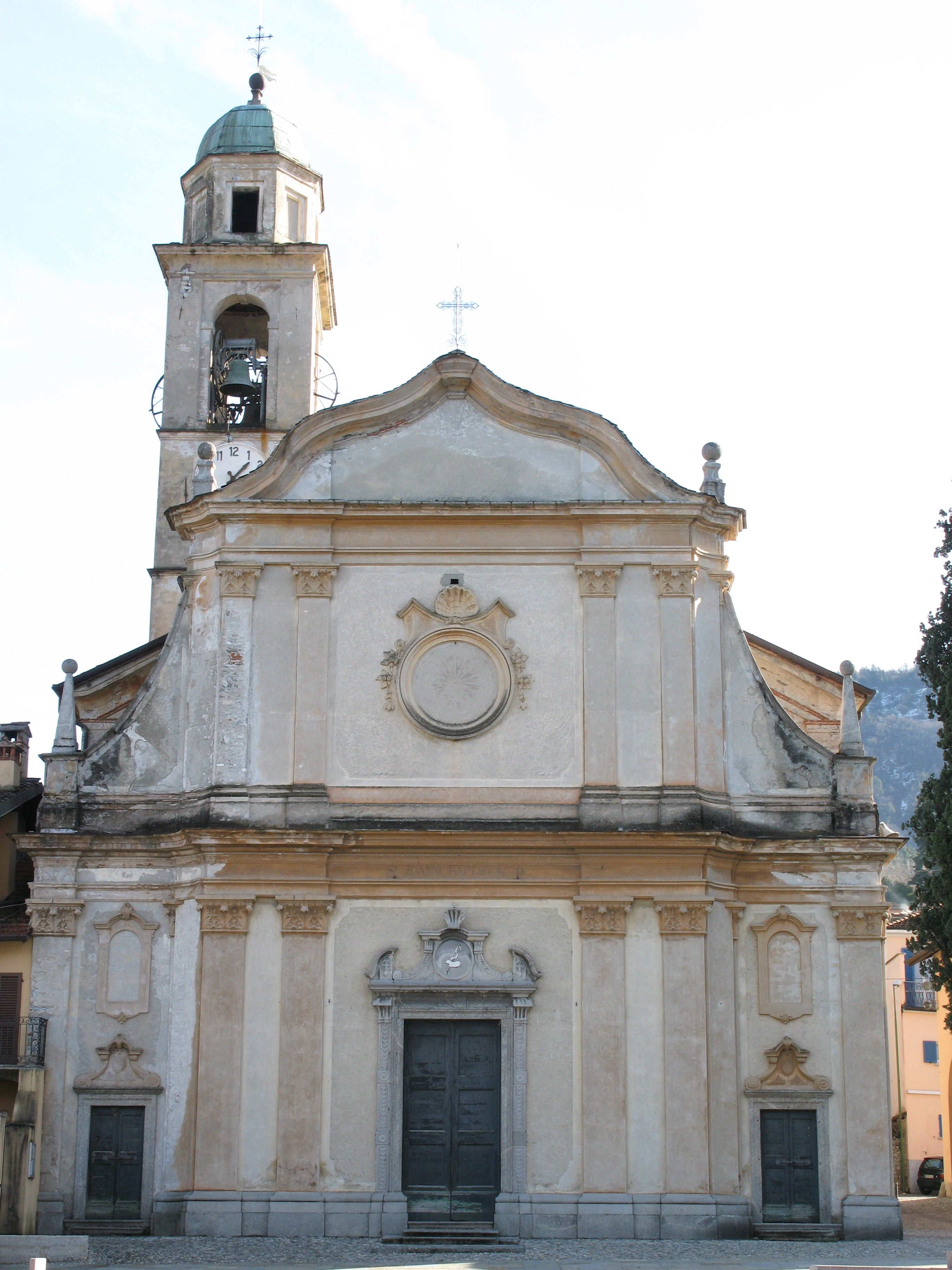
Église Saint-Jean-Baptiste
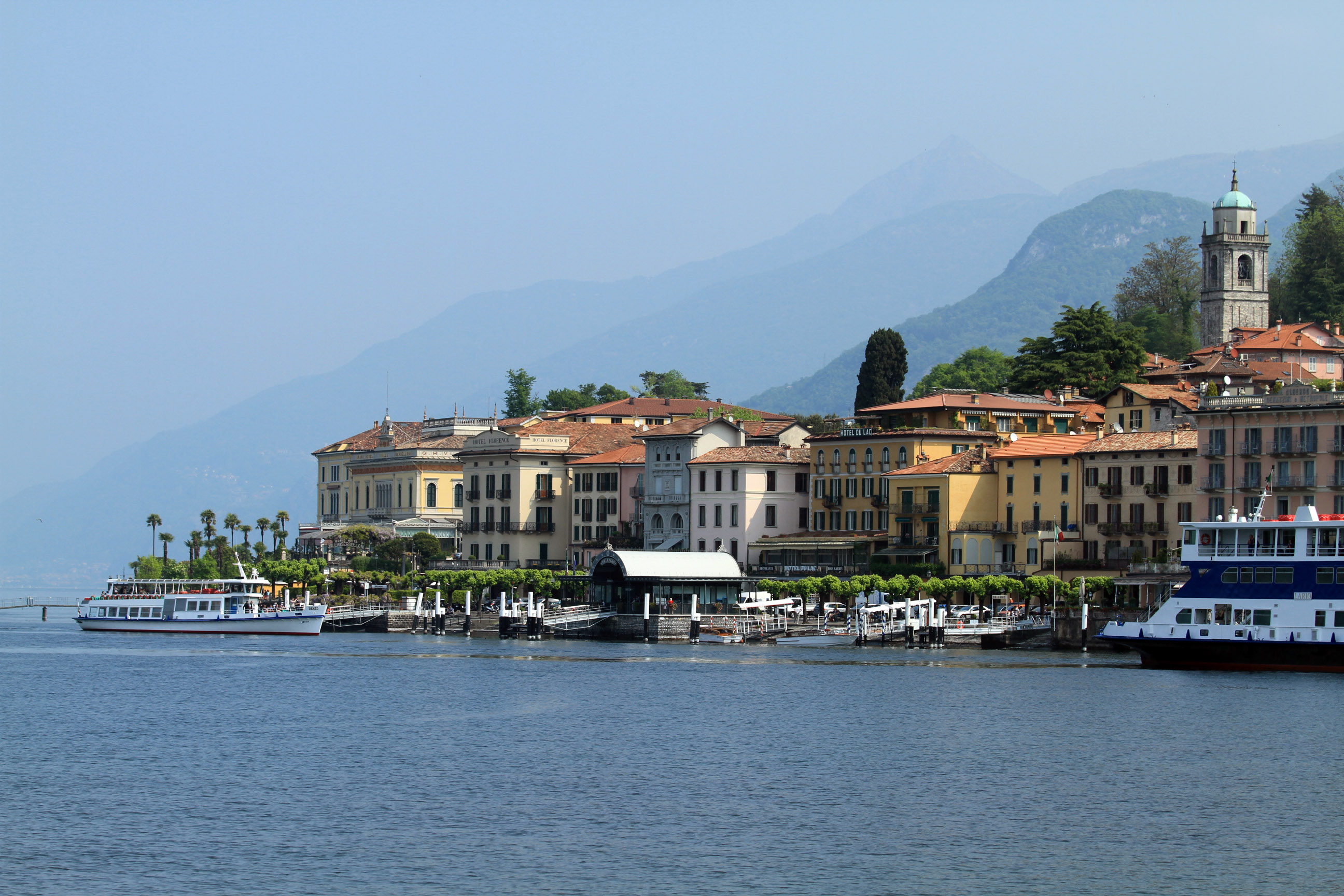
Le bourg
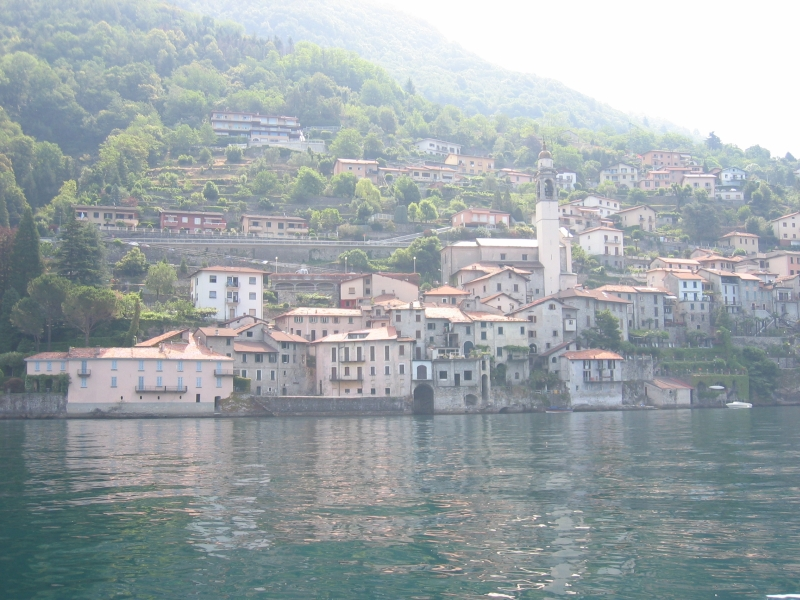
Vue du lac
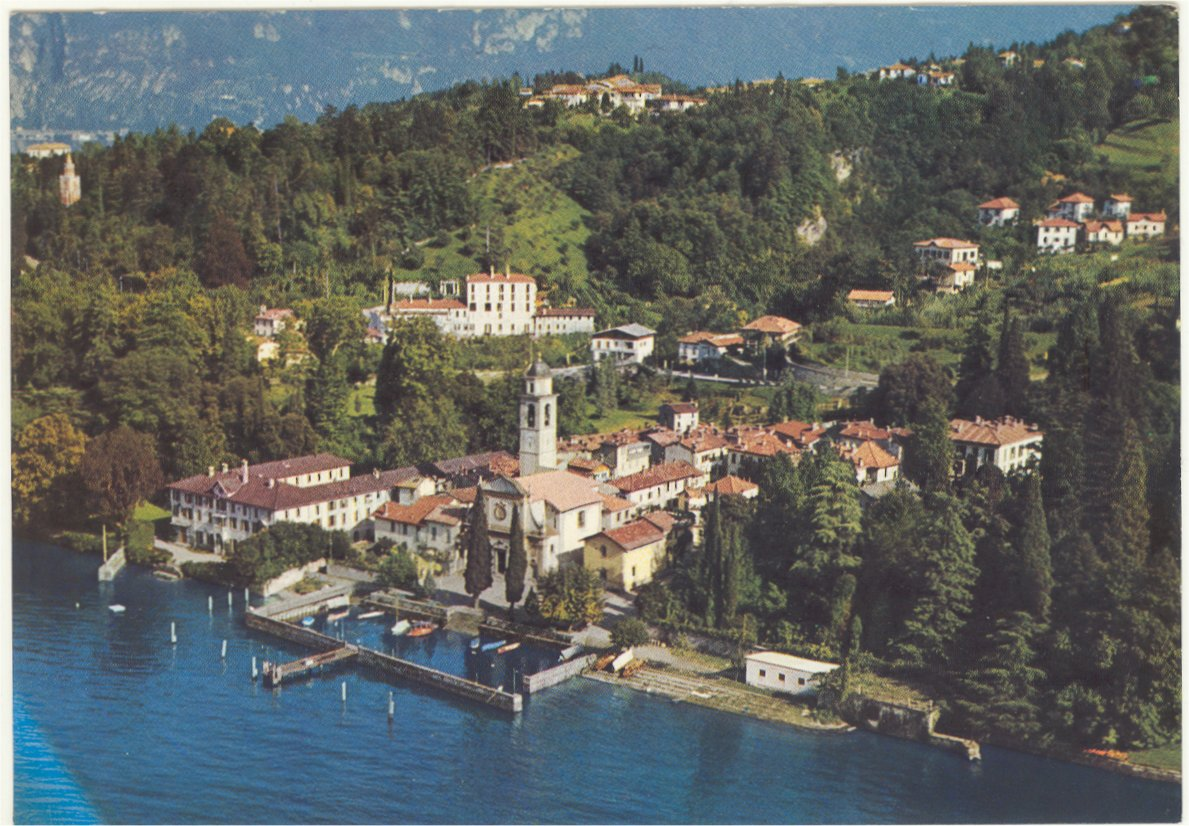
Vue aérienne en 1988

## Jumelages
La ville fait partie du Douzelage depuis 1991.  Le terme douzelage remonte au lancement de ce réseau qui comptait 12 villes en 1991.  Aujourd’hui, 28 villes (en 2023), soit une ville par pays européen font partie du regroupement. Les buts recherchés sont de créer des liens et des échanges économiques, touristiques, sportifs, éducationnels et culturels entre les villes.